# Ligne de tramway 2/ (SNCV Groupe de Mons-Borinage)
Ne doit pas être confondu avec Ligne de tramway 2 (SNCV Groupe de Mons-Borinage).
La ligne 2/ est une ancienne ligne de tramway du Groupe de Mons-Borinage de la Société nationale des chemins de fer vicinaux (SNCV) qui a fonctionné entre le 29 mai 1960 et le 2 juillet 1967.

## Histoire
La ligne est mise en service en traction électrique le 29 mai 1960 sous l'indice 2/ entre la gare de Mons et Dour. Elle partage la majorité de son itinéraire avec la ligne 2 sauf entre Frameries 4 Pavés et Wasmes Rue de Maubeuge où elle emprunte l'itinéraire de la ligne 1 par la place Saint-Pierre à Pâturages, elle est complétée par des services 2/D directs entre Mons et Wasmes et omnibus depuis ce point jusqu'à Dour.
Le 2 juillet 1967 à l'occasion d'une réforme de structure du Groupe de Mons-Borinage, la ligne est supprimée,.

## Infrastructure

### Dépôts et stations
- Eugies

### Monographies
- R Dieudonné, Groupe du Hainaut : Le réseau de Mons - Borinage, Bruxelles, AMUTRA, 227 p.